# 乌戈·桑切斯
乌戈·桑切斯·马克斯（Hugo Sánchez Márquez，1958年7月11日—），墨西哥足球运动员。
乌戈·桑切斯早年已代表過國家隊出戰奧運，當時只是在墨西哥國一些不突出的球會效力，更曾到鄰國美國聯賽球會效力。1981年他遠赴西班牙加盟當地著名球會馬德里競技，效力期間上陣111場已入54球，以射手計屬多產類別。
在馬德里競技有突出表現後，1985年首次獲得西甲金靴的乌戈·桑切斯被同城豪門球隊皇家馬德里收購。這次轉會標誌著乌戈·桑切斯踏入球員生涯之高峰。當屆他聯合阿根廷球員豪爾赫·巴爾達諾和德國球星史泰力克等一眾主力，連贏五屆西甲聯賽冠軍（1985-86、1986-87、1987-88、1988-89、1989-90）；1986年更贏得歐洲足協杯冠軍。效力皇馬五年間，乌戈·桑切斯共在各項正式比賽上陣283場，射入208球，其中在五連冠中的後四季，更是連續以至少27球的成績四連霸西甲金靴，1989-90球季35場進38球的記錄高懸二十多年才在2010-11球季被C羅以打破，十一年五奪西甲金靴的記錄更是能和皇馬隊史傳奇史蒂法諾並列（後者在西甲踢了十三季）。
九十年代的乌戈·桑切斯因為年齡漸大，重返墨西哥聯賽球會，也曾到美國聯賽打滾。1996年他宣佈退役。而在國家隊則出戰過1986年和1994年世界杯。
由于擅长用后脚跟挑起足球进球著称，此技术被后人称为“蝎子摆尾”，哥伦比亚门将希基達更借鉴这套路接下进攻球。